# Szárazd
Szárazd è un comune dell'Ungheria centro-meridionale di 282 abitanti (dati 2001). È situato nella contea di Tolna.